# ФК Дунав (Селановци)
ФК „Дунав“ е български футболен отбор от Селановци. Тимът е създаден през 1998 година. От 2011 година е част от Северозападна В АФГ. Старши треньор на Дунав е Анатоли Тонов.
сега тимът се подвизава във северозападната А ОФГ като президент на отбора е Любен Иванов старши треньор е Пламен Христов част от тима са футболистите Ирен Любенов,Адриан Иванов, Георги Василовски,Дени Петров,Красимир Гергов и др